# Musselin

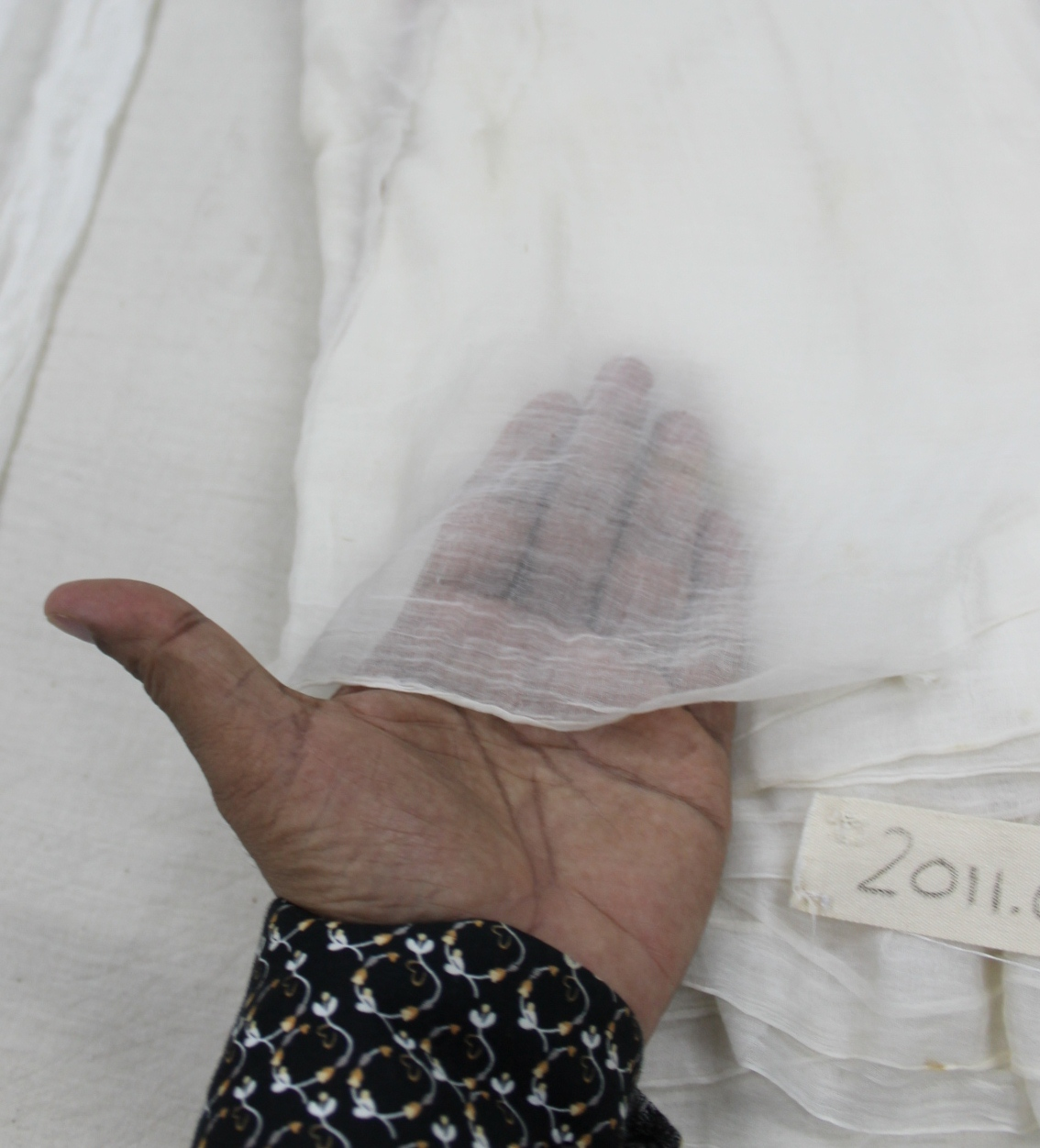
Musselin, hergestellt im späten 18. Jahrhundert in Sonargaon, Dhaka

Der Musselin, schweizerisch die Mousseline, ist die Handelsbezeichnung für Blusen-, Tücher- und Kleiderstoff aus einem locker gewebten, halbdurchsichtigen und feinfädigen Gewebe in Leinwandbindung. Traditionell wird Musselin aus Baumwolle hergestellt und zeichnet sich durch einen zarten Flaum aus, der durch die nur leicht gedrehten Fäden erzeugt wird.
Historisch wurde bisweilen auch Seide verwendet. Mit Beginn der europäischen Produktion kamen auch Wolle und seit Anfang des 20. Jahrhunderts Viskose-Spinnfasern zum Einsatz.
Vom Kattun unterscheidet Musselin sich durch seine Transparenz und Leichtigkeit. Kattun ist mit stärker gedrehten – also glatteren – Fäden dichter gewebt.

## Begriffs- und Bedeutungsgeschichte
Zur Wortherkunft gibt es verschiedene Theorien. Friedrich Kluge verortet die Wortherkunft in Hindi मलमल malmal, der lokalen Bezeichnung für die feinste Sorte Musselin.
Marco Polo beschrieb in seinem Reisebericht feine Seiden aus Mossul im heutigen Irak und bezeichnete sie als Mossulini: „Alle die Seiden und gülden Tücher / so man Mossulini nennet / werden im Königreich Mossul gemacht.“ Eine weitverbreitete These geht davon aus, dass daraus über das Französische mousselin(e) oder monsseline die deutschen Bezeichnungen entstanden sind. Es wird angenommen, dass Marco Polo in Mossul entweder regionale Seidenstoffe namens Al-Mosuli sah oder Baumwollstoffe, für die Mossul nur der Handelsplatz war. Die Übertragung des Namens auf bengalisches Musselin, das aus Baumwolle und Seide bestehen kann, wäre dann erst später durch europäische Händler auf dem indischen Subkontinent erfolgt.
Es wird aber auch vorgeschlagen, dass das Wort von Machilipatnam, ehemals auch Musulipattam genannt, abstammen könnte, einem Ort, an dem viele europäische Handelsgesellschaften der Frühen Neuzeit ihren Hauptsitz hatten. In Publikationen des 18. Jahrhunderts findet sich die These, der französische Name leite sich von Moos (mousse) ab, wegen des leichten Flaums auf der Oberfläche.
Im 18. und 19. Jahrhundert wurde Musselin in Deutschland auch als Nesseltuch oder Netteltuch bezeichnet. Musselinvarianten waren im 19. Jahrhundert unter zahlreichen Begriffen bekannt, unter anderem Chaly, Chalinet, Ornis, Milaine, Lainette, Doreas, Bethilles und Tarnatanes. Musselinet bezeichnete beispielsweise gestreifte Musselingewebe, Vapeur stand für einen sehr lockeren Musselin, Zephyr galt als besonders zart. Musselin mit dickeren ausgewählten Kettfäden hieß Schnürchen-Musselin.
In Bengalen wurden die Stoffe nach ihrer Feinheit oder Verwendung unterschieden und hießen unter anderem Malmal (die feinste Sorte), Rang (transparent und netzartig), Khasa (Besondere Qualität, fein und elegant), Seerbund (für Turbane), Doorea (gestreift) oder Charkona (kariert).
Da (Doppel-)Gaze heute auch häufig aus Baumwolle in Leinwandbindung besteht, wird sie oft als eine Form des Musselin bezeichnet.

## Geschichte und Begriff

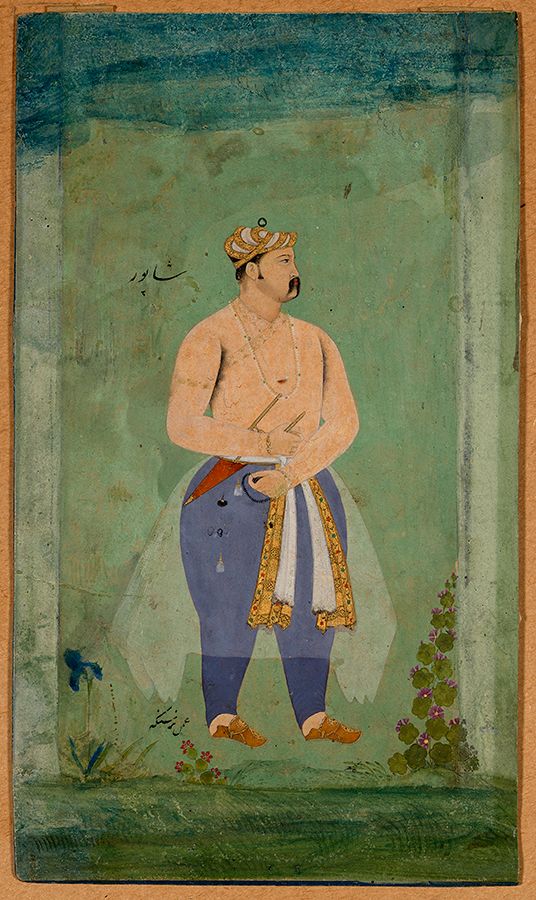
Nar Singh: Porträt des Prinzen Daniyal, Bruder von Großmogul Jahangir, 17. Jahrhundert

Musselin wurde seit mehr als 2000 Jahren in der Region Bengalen, insbesondere Dhaka, aus einer speziellen Baumwollsorte (Gossypium arboreum var. neglecta, in Bengalen Phuti Karpas genannt), beheimatet am Ufer des Meghna, hergestellt. Fäden aus dieser Baumwollsorte waren rau und zerfaserten leicht. In 16 verschiedenen Schritten, die in jeweils unterschiedlichen Dörfern und Familienverbünden rund um Dhaka ausgeführt wurden, wurde die Baumwolle verarbeitet. Erst wurden die Baumwollbälle mit den Zähnen des Gemeinen Hubschrauberwels gereinigt, dann mithilfe von Feuchtigkeit gedehnt, gesponnen und gezwirnt, schließlich wurden die besonders feinen Garne verwebt. Daraus entstanden Gewebe mit 800 bis 1200 Fäden pro Inch² (zum Vergleich: Jamdani-Musselin hat ca. 40 bis 80 Fäden/Inch²).
Bereits Megasthenes, im 4. Jahrhundert v. Chr. griechischer Gesandter am Hof von Chandragupta Maurya, beschrieb die feinen Musselinstoffe vor Ort. In dem Sanskrit-Epos Mahabharata werden Musselins aus Ganjam, Karnatik und Mysuru als wertvolle Geschenke erwähnt. Quellen wie das Periplus maris erythraei legen nahe, dass Musselin bereits im 1. Jahrhundert n. Chr. über den Hafen von Bharuch innerhalb Indiens, nach Griechenland, in das Römische Reich und nach China exportiert wurde. Am Hof des nordindischen Herrschers Harsha wurden auch im 6. Jahrhundert noch Kleider aus Musselin mit Blumen- und Vogelmotiven getragen. Neben Marco Polo erwähnten auch andere Reisende Musselinstoffe in ihren Berichten, so etwa im frühen 15. Jahrhundert Ma Huan. Im Mogulreich wurde die Musselinproduktion der bengalischen Hauptstadt Dhaka vom Herrscherhaus und der Oberschicht protegiert, die Stadt wurde zum weltweiten Zentrum des Musselin-, Seiden- und Perlenhandels. Musselin wurde von hier nach Europa, Indonesien und Japan exportiert. Durch den kulturellen und wirtschaftlichen Austausch mit dem Mittleren Osten und Persien entstand in dieser Zeit eine Form des Musselins namens Jamdani, ein bis heute hergestelltes feines Musselingewebe mit persisch inspirierten Mustern. Es wurde 2013 in die UNESCO-Liste des immateriellen Kulturerbes aufgenommen.

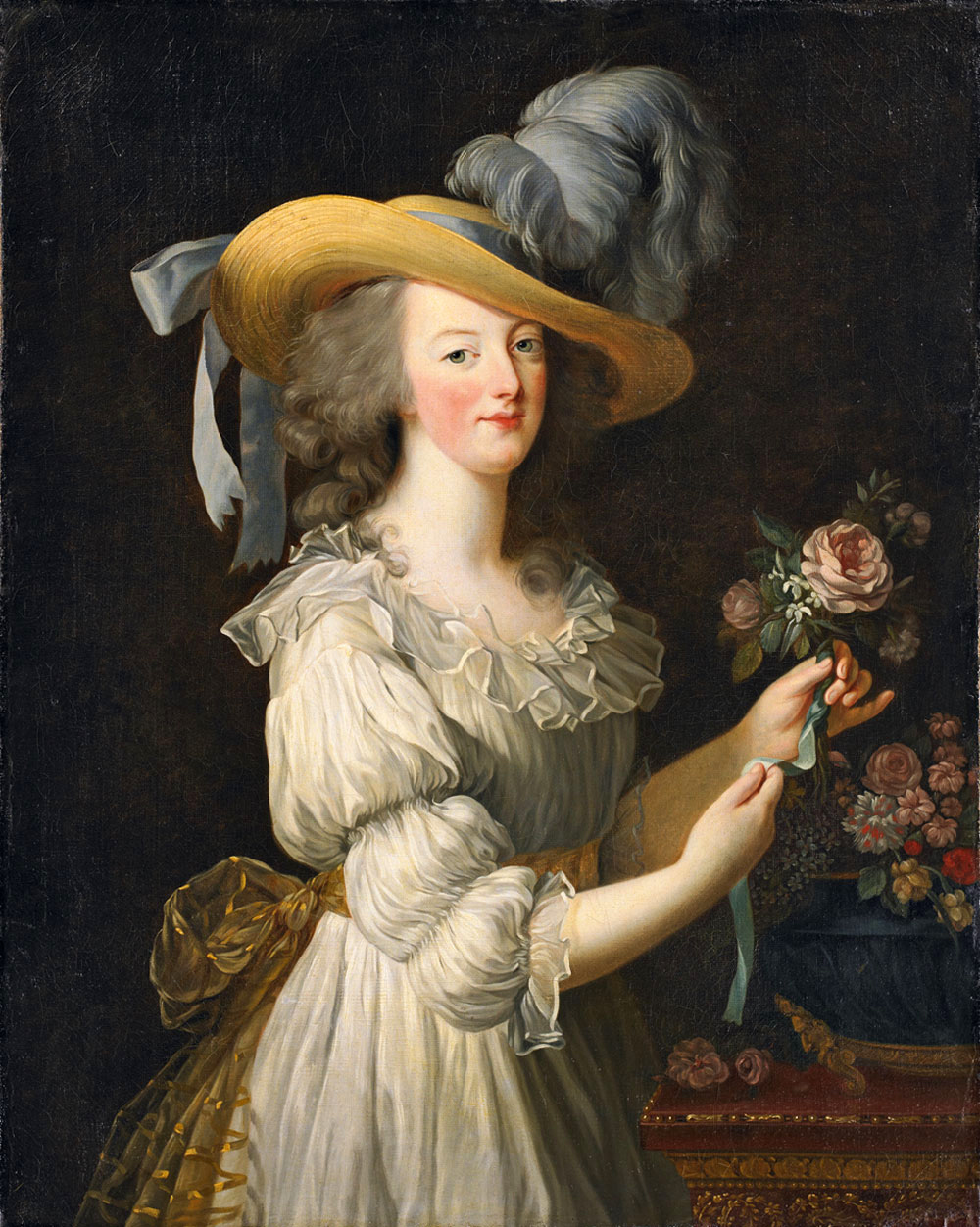
Élisabeth Vigée-Lebrun: Marie-Antoinette in einem Muslinkleid, 1783

Seit den 1670er Jahren wurden bengalische Musselinstoffe über die Koromandelküste durch die Britische Ostindien-Kompagnie, später auch durch die Niederländische und die Dänische Ostindien-Kompagnie nach England und Europa eingeführt. Ab ca. 1780 wurde in England und Schottland ebenfalls Musselin in großer Menge produziert, unter anderem von Samuel Oldknow in Lancashire, allerdings aus herkömmlicher Baumwolle und mit erheblich geringerer Fadendichte. Trotz der geringeren Qualität war die Nachfrage groß, kostete doch Dhaka-Musselin 1851, als es auf der Londoner Great Exhibition gezeigt wurde, bis zu 26-mal mehr als Seide. Im späten 18. Jahrhundert wurde Musselin auch in Tirol, der Schweiz (St. Gallen, Appenzell), im Vogtland (Plauen, Auerbach, Hof, Schleiz), in Berlin, Frankreich (Abbeville, Ganges), und Neapel hergestellt, zum Teil mit englischem Garn. Das Handwerk wurde von gelernten Leinwebern ausgeführt, die mitunter von englischen Musselinwebern angeleitet wurden.
In der zweiten Hälfte des 17. Jahrhunderts eröffneten die Ostindien-Kompanien in Dhaka Niederlassungen und Fabriken, um der steigenden europäischen Nachfrage nach Musselin nachzukommen. Nach der Schlacht bei Palashi 1757 begann der Niedergang der bengalischen Musselinindustrie. Nachdem die Britische Ostindien-Kompagnie 1793 das Mogulreich erobert hatte, brachte sie die gesamte bengalische Musselinproduktion unter ihre Kontrolle. Sie zwangen die Weberfamilien, höhere Stückzahlen zu geringeren Preisen herzustellen, was die Familien in den Ruin trieb. Ab Mitte des 19. Jahrhunderts, spätestens zu Beginn des 20. Jahrhunderts, kam die Musselinweberei und der Anbau von Phuti Karpas, ungeeignet für die maschinelle Verarbeitung, in Bengalen völlig zum Erliegen. Die Baumwollsorte Gossypium arboreum var. neglecta ging daraufhin verloren. Seit einigen Jahrzehnten wird mithilfe von DNA-Sequenzierung versucht, Phuti Karpas wiederzufinden und Musselin mit einer Fadendichte von etwa 300 Fäden/Inch² herzustellen.

## Verwendung

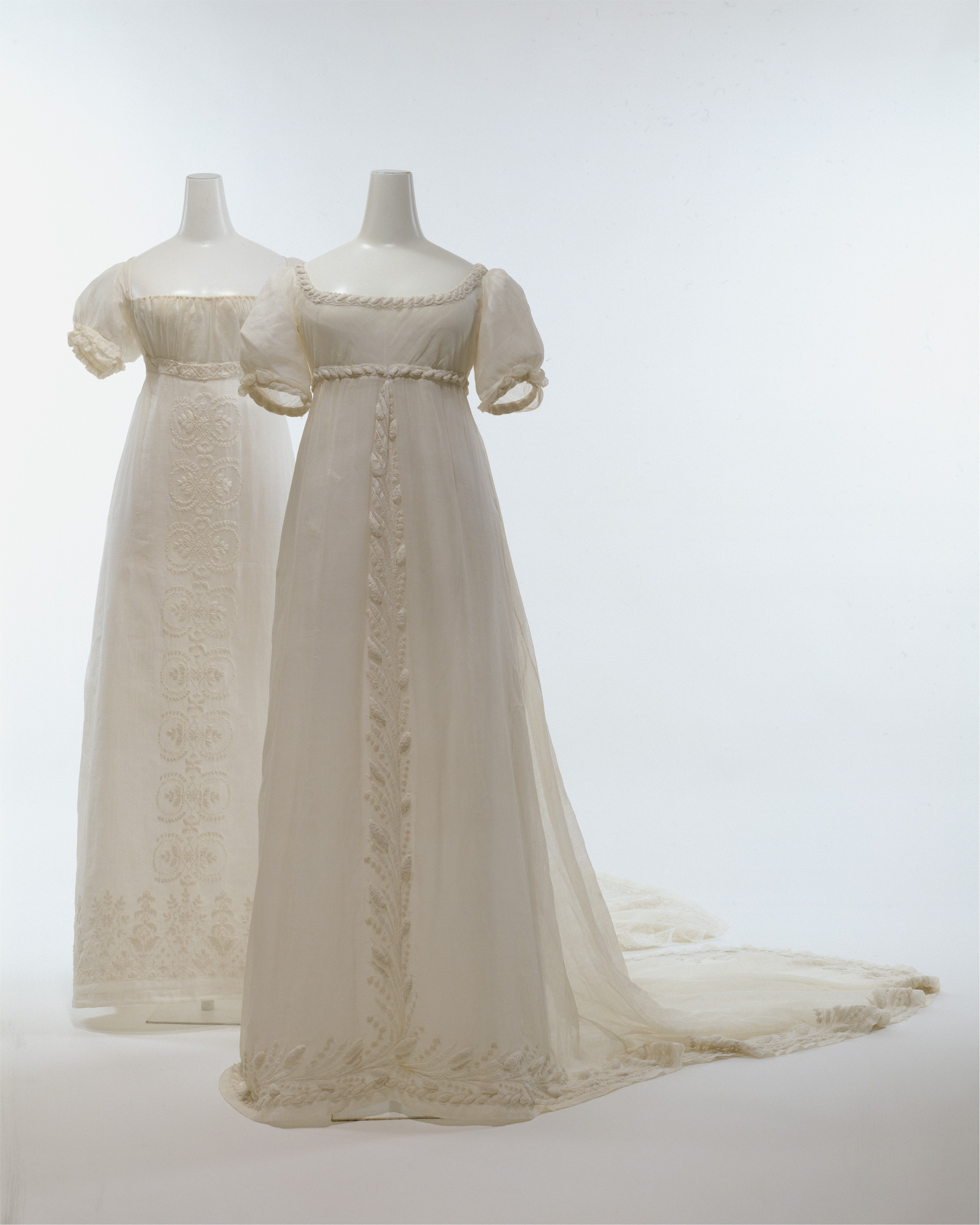
Abendkleider aus Musselin, Frankreich, 1804–1805, Metropolitan Museum of Art.

Musselin wurde auf dem indischen Subkontinent bereits im 4. Jahrhundert v. Chr. zu wertvoller Kleidung am Hofe des Herrschers verarbeitet. Die feinsten und teuersten Musselingewebe (Malmal) waren der Herrscherfamilie selbst vorbehalten, sie wurden für Maharadschas Malbus Khas und für Nawabs Sarkar-i-Ala genannt. Musselin wurde darüber hinaus von Tänzerinnen und Tänzern getragen und für Turbane und patkas verwendet.
In Europa erlebte Musselin seine Blütezeit gegen Ende des 18. beziehungsweise Anfang des 19. Jahrhunderts: Zunächst machte die französische Königin Marie-Antoinette weiße Musselinkleider populär, wie sie auf den Westindischen Inseln von den Frauen der Kolonialbeamten getragen wurden. Während des darauffolgenden Empire und Directoire wurden die Chemisenkleider der Mode à la grecque ebenfalls vorzugsweise aus weißem Musselin gefertigt. Erkältungskrankheiten wurden zu dieser Zeit unter dem Scherznamen „Musselinkrankheit“ zusammengefasst, da viele Frauen dieser Mode selbst im Winter folgten. Eine mittelbare Folge der Mode war das Aufkommen großer, häufig mit orientalischem Muster (Paisley) versehener Kaschmirschals.
Anfang des 20. Jahrhunderts wurde unter anderem bedrucktes Wollenmusselin aus Kammgarn für Damenkleider verwendet, Seidenmusselin wurde in Lyon hergestellt. Leichter Musselin wurde im 19. und 20. Jahrhundert vor allem für Blusen und Sommerkleider sowie für Gardinen verwendet, grober Musselin als Grundbezug für Polstermöbel (Weißpolster). Je nach Einsatzgebiet war Musselin gebleicht, stückgefärbt oder bedruckt, wobei die Behandlung der des Manchester und des Pikees ähnelte.
Die Gebrüder Wright verwendeten 1903 bei ihrem Wright Flyer, dem ersten motorisierten Luftfahrzeug mit Piloten, Musselin als Bespannung für Tragflächen und Leitwerk.
Heute wird Musselin, das meist preiswert in der Beschaffung ist, nur noch selten in der Bekleidungsindustrie verwendet, da es stark einläuft. Allerdings kann es als Schutztextil für die Mangel verwendet werden oder als Kleidungsmodell für die Anprobe.
Louis Vuitton ließ sich 2007 von viktorianischen Musselinkleidern inspirieren.